# Palazzo Ghisilardi Fava
Palazzo Ghisilardi Fava è uno degli esempi più illustri di palazzo rinascimentale bolognese. Sito in via Alessandro Manzoni 4, ospita il Museo Civico Medievale di Bologna.

## Storia
Edificato tra il 1484 e il 1491, rappresenta in pieno il modello architettonico del periodo Bentivolesco. Fu commissionato da Bartolomeo Ghisilardi e la parte muraria fu realizzata da Zilio Montanari.
Il palazzo sorse su preesistenti strutture abitative medievali appartenute ad Alberto Conoscenti. Nel sottosuolo del palazzo sono stati rinvenuti reperti di età romana (tra cui una strada in marmo), mentre al suo interno sono tuttora visibili strutture murarie in grossi blocchi di selenite, attribuite alla rocca imperiale, posta nell'angolo nord-occidentale della cinta di mura della città altomedievale.
Nel 1546 l'edificio venne acquisito dalla famiglia Fava, proprietaria anche dell'adiacente palazzo Fava Ghisilieri e dell'adiacente palazzo Fava Conoscenti.
L'edificio fu soggetto ad alcuni lavori di ripristino nel 1915, ad opera del Comitato per Bologna Storica e Artistica. Durante tali lavori vennero rimessi i trafori delle finestre della facciata, ad imitazione della seconda, l'unica giunta fino ad allora in perfetto stato di conservazione.
Durante il ventennio fascista il palazzo ospitò la Casa del Fascio di Bologna, una delle prime in Italia, fortemente voluta dal gerarca Leandro Arpinati che ne promosse la realizzazione attraverso richieste di finanziamento ai titolari delle principali imprese industriali e commerciali bolognesi. Inaugurata il 28 ottobre 1923, alla presenza di Mussolini, nel primo anniversario della Marcia su Roma, durante tutto il ventennio fu il luogo deputato alle principali attività dell'organizzazione cittadina e provinciale del Partito Nazionale Fascista, tra cui i corsi di cultura politica dell'università fascista. Vi trovavano inoltre spazio un caffè con tre sale da biliardo, un ristorante e un albergo diurno, oltre ai posti per servizio telefonico, telegrafico e una biblioteca.
Nell'autunno del 1929, durante una cena di gala all'interno del palazzo, Enzo Ferrari e i suoi soci decisero la fondazione della Scuderia Ferrari.
Dal 1985 l'edificio ospita il Museo civico medievale.

## La torre dei Conoscenti

Mappa del terromoto di Bologna del 3 gennaio 1505

Nel cortile del palazzo si innalza la duecentesca torre dei Conoscenti, inglobata nella costruzione, con le caratteristiche tipiche di una casa-torre (cioè con funzione sia abitativa che difensiva). Una sua particolarità è quella di essere sfuggita al censimento delle torri cittadine compiuto da Giovanni Gozzadini. Era di proprietà della famiglia Conoscenti dal XIV secolo circa, e nel XVI secolo diventò di proprietà di Stefano Ghisilardi. Subì molti danni nel 1505, a causa di un violento terremoto che colpì la città.

## Museo Medievale
Oggi il palazzo è sede del Museo Civico Medievale di Bologna.